# Рубаву
Рубаву — район (akarere) Західної провінції Руанди. Простягається вздовж озера Ківу. Центр — Гісеньї, значний курорт та прикордонне місто. За кордоном (конголезьке Гома) розташований діючий вулкан Ньїрагонго.

## Поділ
Район Рубаву поділяється на сектори (imirenge): Бугеші, Бусасамана, Цянзаруе, Гісеньї, Канама, Канзензе, Муденде, Някіліба, Нямюмба, Нюндо, Рубаву та Ругереро.